# Trox perlatus
Trox perlatus is een keversoort uit de familie beenderknagers (Trogidae). De wetenschappelijke naam van de soort is voor het eerst geldig gepubliceerd in 1762 door Geoffroy.